# جيمي جونز
جيمي جونز (بالإنجليزية: Jimmy Jones)‏ (25 يوليو 1928 المملكة المتحدة - 13 فبراير 2014 المملكة المتحدة) هو لاعب كرة قدم أيرلندي شمالي سابق كان يلعب كمهاجم.

## روابط خارجية
- جيمي جونز على موقع قاعدة بيانات كرة القدم.إي يو (الإنجليزية)
- جيمي جونز على موقع ناشيونال فوتبول تيمز (الإنجليزية)
- جيمي جونز على موقع عالم كرة القدم.نت (الإنجليزية)